# Schreiber Gábor
Schreiber Gábor (1974. október 2. – 2020. november 12.) magyar egyiptológus, habilitált egyetemi docens, az Eötvös Loránd Tudományegyetem Egyiptológiai Tanszékének oktatója volt.

## Élete
Tanulmányait 1993-ban kezdte az Eötvös Loránd Tudományegyetemen egyiptológia és régészet szakon, Kákosy László, illetve Szabó Miklós professzorok tanítványaként. Már hallgatóként, 1995 óta rendszeresen részt vett az Egyiptomban folytatott magyar ásatásokon, Kákosy László asszisztenseként a thébai TT32-es sziklasír feltárásán. Kákosy halála után, 2003-tól ő lett az ásatásvezető ebben a projektben. Ugyanabban az évben kezdődött oktatói munkássága az Egyiptológiai Tanszéken.
Kutatásai középpontjában az újbirodalmi Théba régészete mellett a Ptolemaiosz-kor vallástörténete és a görög-egyiptomi kapcsolatok álltak. 2006-tól folytatta a Gaál Ernő által elkezdett thébai TT-61- jelű sír ásatását is; a két, egymással szomszédos sír területének régészeti kutatását 2008-tól mint South Khokha Project szervezte át, amelynek keretében hét sziklasír feltárását vezette.

## Könyvei
- Late Dynastic and Ptolemaic Painted Pottery from Thebes (4th-2nd c. BC). Budapest, 2003
- The Mortuary Monument of Djehutymes, II: Finds from the New Kingdom to the Twenty-sixth Dynasty. Budapest, 2008
- The Tomb of Amenhotep, Chief Physician in the Domain of Amun: Theban Tomb -61-: Archaeology and Architecture. Budapest, 2015
- The Sacred Baboons of Khonsu: History of a Theban Cult / Honszu szent páviánjai: Egy thébai kultusz története; Archaeolingua, Budapest, 2020 (Archaeolingua Series minor)